# William Mahone

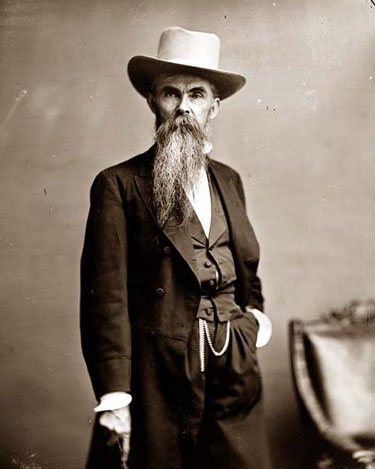
William Mahone.

William Mahone (Condado de Southampton, 1 de dezembro de 1826 — Washington, D.C., 8 de outubro de 1895) foi um político e engenheiro civil americano.
Quando jovem, Mahone ficou conhecido pela construção de estradas e ferrovias de Virgínia. Como engenheiro-chefe da Norfolk and Petersburg Railroad, ele construiu fundações silvestres sob o Great Dismal Swamp que se encontram intactas até hoje. Durante a Guerra Civil, Mahone foi pró-secessionista e serviu como general confederado.
Após a guerra, ele voltou para a construção da ferrovia, montando três linhas para formar o Atlantic, Mississippi and Ohio Railroad (AM&O), com sede em Lynchburg. Ele também dirigiu o Partido Readjuster, uma coalizão de negros, republicanos e democratas conservadores e foi eleito para o Senado dos Estados Unidos em 1881.